# Solanum premnifolium
Solanum premnifolium är en potatisväxtart som först beskrevs av John Miers, och fick sitt nu gällande namn av Lynn Bohs. Solanum premnifolium ingår i släktet skattor som ingår i familjen potatisväxter. Inga underarter finns listade i Catalogue of Life.